# 北城子遗址 (烟台)
北城子遗址，位于山东省烟台市栖霞市臧家庄镇北城子村，是中华人民共和国山东省文物保护单位之一。
1992年6月12日，授予山东省文物保护单位，是一座古遗址。